# Manfred Rautenberg
Manfred Rautenberg (* 8. Dezember 1942) war Fußballspieler in Magdeburg und Babelsberg. Für den 1. FC Magdeburg spielte er zwischen 1966 und 1968 in der DDR-Oberliga, der höchsten Fußballklasse des DDR-Fußballverbandes.

## Leben
Rautenberg kam Mitte der 1950er Jahre als Jugendlicher von der kleinen Betriebssportgemeinschaft Post Magdeburg zur BSG Motor Mitte, aus der sich später über den SC Aufbau der 1. FC Magdeburg entwickelte. Zwischenzeitlich spielte Rautenberg bis 1965 beim zweitklassigen DDR-Ligisten BSG Turbine Magdeburg. Turbine stieg im Sommer 1965 in die Bezirksliga ab, und Rautenberg kehrte zum SC Aufbau Magdeburg zurück, der seit 1960 in der DDR-Oberliga spielte. Dort kam Rautenberg, inzwischen 23-jährig, in den letzten Spielen der Saison 1965/66 zu seinen ersten Einsätzen in der höchsten Spielklasse. Am 8. April 1966, dem 21. Spieltag, wurde er in der Begegnung Vorwärts Berlin – 1. FC Magdeburg als linker Mittelfeldspieler aufgeboten. Bis zum Ende der Spielzeit bestritt er insgesamt vier Punktspiele, sämtlich im Mittelfeld der Magdeburger. Der FCM beendete die Saison abgeschlagen als Tabellenletzter und musste in die DDR-Liga absteigen. Dort kam Rautenberg nur in einem Spiel zum Einsatz, am 1. Mai 1967, dem 27. Spieltag, bei TSG Wismar – 1. FCM (3:3). Drei Spieltage später war der FCM wieder in die Oberliga aufgestiegen. Auch in seiner zweiten Oberligasaison wurde Rautenberg erst spät in nur drei Punktspielen aufgeboten, nun im Abwehrbereich. Am Ende der Saison 1967/68 verließ er Magdeburg mit der Bilanz von sieben Oberligaspielen und einem DDR-Liga-Einsatz.
Alle Oberligaspiele auf einen Blick:

(Ergebnisse aus Sicht des FCM, A = auswärts, H = zuhause)
| 06. April | 1966: | FC Vorwärts Berlin | 0:2 (A) |
| 04. Mai   | 1966: | 1. FC Lok Leipzig  | 1:1 (H) |
| 07. Mai   | 1966: | FC Carl Zeiss Jena | 0:3 (A) |
| 14. Mai   | 1966: | Lok Stendal        | 3:1 (H) |
| 08. Mai   | 1968: | 1. FC Lok Leipzig  | 1:4 (A) |
| 18. Mai   | 1968: | Lok Stendal        | 0:0 (A) |
| 25. Mai   | 1968: | FC Rot-Weiß Erfurt | 3:3 (H) |

Zu Beginn der Saison 1968/69 meldete sich Rautenberg bei der BSG Motor Babelsberg an, die gerade in die drittklassige Bezirksliga Potsdam abgestiegen war. 1973 gewann er mit Babelsberg die Bezirksmeisterschaft und spielte mit der BSG Motor bis zum Ende der Saison 1979/80 in der DDR-Liga. Danach beendete er mit 37 Jahren seine sportliche Laufbahn.